# 凡·奧貝爾定理

凡·奧貝爾定理適用於凹四邊形

凡·奧貝爾定理（van Aubel's theorem）說明：給定一個四邊形，在其邊外側構造一個正方形。將相對的正方形的中心連起，得出兩條線段。線段的長度相等且垂直。 将四个正方形的中心连起来，可以得到一个正轴四边形。

## 外部連結
- 證明（Anonio Gutierrez）（页面存档备份，存于）
- YouTube 上的動畫演示